# Level 42
Level 42 — британская группа новой волны, образовавшаяся в 1979 году на острове Уайт, Англия, и исполнявшая — изначально джаз-фанк-фьюжн в традициях Стэнли Кларка, впоследствии — поп-рок с элементами фанка, джаза и ритм-энд-блюза. В 1980—1994 годах 30 синглов Level 42 входили в UK Singles Chart: наивысший результат (#3, 1986) имел «Lessons in Love». Из 14 альбомов группы, входивших в UK Album Charts, два — Running in the Family (1987) и Staring at the Sun (1988) поднимались в списках до 2-го места. Специалисты высоко оценивали инструментальное мастерство участников группы, прежде всего — Марка Кинга, разработавшего виртуозную и своеобразную технику игры на бас-гитаре.

## Дискография

### Студийные альбомы
- 1981 — Level 42
- 1982 — Strategy — The Early Tapes
- 1982 — The Pursuit of Accidents
- 1983 — Standing in the Light
- 1984 — True Colours
- 1985 — World Machine
- 1987 — Running in the Family
- 1988 — Staring at the Sun
- 1991 — Guaranteed
- 1994 — Forever Now
- 2006 — Retroglide
- 2010 — Acoustic Album
- 2013 — Sirens

### Синглы (Top 40)
| 1981: «Love Games» — #38 1983: «The Chinese Way» — #24 1983: «The Sun Goes Down (Living It Up)» — #10 1983: «Micro Kid» — #37 1984: «Hot Water» — #18 1985: «Something About You» — #6 1985: «Leaving Me Now» — #15 1986: «Lessons in Love» — #3 1987: «Running in the Family» — #6 1987: «To Be With You Again» — #10 | 1987: «It’s Over» — #10 1987: «Children Say» — #22 1988: «Heaven in My Hands» — #12 1988: «Take a Look» — #32 1989: «Tracie» — #25 1989: «Take Care of Yourself» — #39 1991: «Guaranteed» — #17 1994: «Forever Now» — #19 1994: «All Over You» — #26 1994: «Love In A Peaceful World» — #31 |